# Max Schur
Max Schur (Stanislav, Galicia de los Cárpatos, Imperio austrohúngaro, actualmente Ivano-Frankovsk, 26 de septiembre de 1897; Nueva York, 12 de octubre de 1969) fue un médico y psicoanalista austríaco que por muchos años fungió como médico de cabecera de Sigmund Freud.

## Biografía
Nació en Ivano-Frankivsk el seno de una familia burguesa. La familia era de origen judío, tal como la mitad de la población de esa ciudad en 1900. En 1914 su familia tuvo que huir del Ejército Imperial Ruso hacia Viena, ciudad donde Max Schur completó su interrumpida enseñanza secundaria. Entre 1915 y 1920 realizó sus estudios de medicina en la Universidad de Viena, especializándose más tarde en medicina interna en el policlínico de la misma ciudad. Es probable que su entusiasmo por el psicoanálisis haya comenzado muy tempranamente, puesto que con 18 años de edad ya asistía a las conferencias de Freud en Viena.
En 1924 entró en análisis con Ruth Mack-Brunswick, finalmente bajo la forma de psicoanálisis didáctico, de modo que se transformó en psicoanalista y fue aceptado en 1932 por la Asociación Psicoanalítica Vienesa. A partir de 1927, Schur fue el médico personal de la psicoanalista francesa y expaciente de Freud, Marie Bonaparte y en 1929, por su recomendación, se convirtió en el médico de cabecera de Freud, reemplazando a Felix Deutsch (quien había perdido la confianza de Freud, por haberle ocultado el diagnóstico de la lesión cancerosa que lo afectaba). Schur ya era un internista muy destacado y la idea de Marie Bonaparte era que alguien se encargara de coordinar los múltiples tratamientos, examinara a Freud con frecuencia casi diaria y se preocupara de la comunicación con los cirujanos. Con Schur se había hecho la mejor elección. Se entendía excelentemente con sus pacientes y su atención, su paciencia inagotable e ingenio no tenían precedentes.
Debido a la experiencia que Freud había tenido con Deutsch, el acuerdo con Schur ponía en el centro, por un lado, que en esta la relación médico - paciente se haría valer la «regla fundamental» del psicoanálisis, a saber, decirlo todo, sin filtrar ni seleccionar la información que se entrega y, por otra parte, que llegado el momento, se le evitarían los sufrimientos inútiles. Freud le habría dicho textualmente, según relata Ernest Jones: «Puedo tolerar mucho dolor, y odio todos los narcóticos; pero cuando llegue el momento, no dejará usted que se me torture innecesariamente.»
Schur llegó a ser un buen amigo de Freud, de modo que emigró (tras la anexión de Austria por los nazis), junto a él y gran parte de su familia, hacia Londres. Cuando la lesión cancerosa de Freud, que se había iniciado en la boca y en el área de la laringe, revistió un carácter terminal, Schur cumplió con impedir que sufriera innecesariamente, de modo que, a pedido de Freud y contando con el acuerdo de su hija Anna, le administró sucesivamente tres dosis de morfina, de tres centigramos cada una. Este es probablemente el primer caso documentado de una sedación terminal. Tras la muerte de Freud,  Schur emigró a EE. UU. y asumió un puesto como médico en la sección dermatológica del Bellevue Hospital de Nueva York. Paralelamente a su trabajo con pacientes, particularmente en el tratamiento de quienes presentaban trastornos dermatológicos de origen psicosomático, Schur publicó varios trabajos en medicina y en psicoanálisis.
Aparte del aporte al desarrollo de la teoría, Schur contribuyó a la organización del movimiento psicoanalítico. A contar de 1953 se desempeñó como supervisor, docente y analista didáctico, ayudando a la formación de nuevos psicoanalistas. Fue profesor de psiquiatría en la Universidad de Nueva York y trabajó como analista didácico en el instituto de psicoanálisis del centro médico de la universidad.
Durante muchas décadas fue un miembro activo (y a contar de 1967, presidente) de la Sociedad Psicoanalítica de Nueva York, la institución de psicoanálisis más antigua de Estados Unidos y que actualmente es miembro de la Asociación Psicoanalítica Estadounidense.

## Carácter de su aporte, contexto y obra
Hasta 1950, Schur no hizo aportes teóricos al psicoanálisis. Aunque había publicado varias decenas de artículos, sus textos giraban en torno a temas exclusivamente médicos que rara vez tocaban aspectos psicológicos. Sus escritos abordaban temas muy específicos de la medicina que no alcanzaron mayor notoriedad o difusión. Pero a partir de 1950, Schur comenzó a publicar una serie de artículos sobre psicopatología, acerca del origen de la angustia y la ansiedad, así como los mecanismos de formación de síntomas, basándose en el modelo estructural de la psique (el modelo de tres instancias propuesto por Freud, Ello, yo y superyó y en la perspectiva metapsicológica freudiana. Hizo aportes relevantes en el ámbito de la teoría subyacente al tratamiento psicoanalítico de las enfermedades psicosomáticas, así como también derivaciones interesantes de la teoría expuesta por Freud en Inhibición, síntoma y angustia. Sus textos teóricos incluyeron además la definición de conceptos vigentes hasta hoy en ciertos ámbitos del psicoanálisis y muy influyentes en la psicología clínica, tales como «somatización», «desomatización» y «resomatización», abordando asimismo la distinción conceptual fina entre estos términos. Aunque Schur trabajó principalmente sobre los textos de Freud, también intentó integrar y sistematizar los aportes de Anna Freud, de Heinz Hartmann y de la psicología de yo) al psicoanálisis, movimiento que en ese momento histórico experimentaba en Nueva York notable ebullición y nuevas reelaboraciones teóricas. La ciudad se había transformado en un centro psicoanalítico importante, puesto que durante la década precedente habían llegado hasta allí una gran cantidad de psicoanalistas muy connotados, muchos de ellos de origen judío, que habían sufrido la persecución nazi en Europa. Finalmente, recogió la experiencia de su vida como médico personal de Freud, transformándose en un notable biógrafo del maestro. Su libro más conocido, Freud Living and Dying, publicado en 1972, es una amplia investigación acerca de la relación conceptual y emocional de Freud con la enfermedad y la muerte.

### Selección de publicaciones
- Schur, Max. (1953). The ego in anxiety. In R.M. Loewenstein (Ed.), Drives, affects, behavior. Essays in memory of Marie Bonaparte. (p. 67-103). New York: International Universities Press. (En español: El yo en la ansiedad. No hay traducción publicada).
- ——. (1955). Comments on the metapsychology of somatizatization. Psychoanalytic Study of the Child, 10, 119-164.(En español: Comentarios acerca de la metapsicología de la somatización No hay traducción publicada).
- ——. (1958). The ego and the id in anxiety. Psychoanalytic Study of the Child, 13, 190-220. (En castellano: El yo y el ello en la ansiedad. No hay traducción publicada).
- ——. (1962). The theory of the infant-parent relationship. International Journal of Psycho-Analysis, 43, 243-245. (En español: La teoría de la relación niño - padres. No hay traducción publicada).
- ——. (1966).The Id and the Regulatory Principles of Mental Functioning. International Universities Press, New York. (En español: El ello y los principios reguladores del funcionamiento mental. No hay traducción publicada).
- ——.(1972)Freud: Living and Dying. Hogarth, London, (publicación póstuma) (hay edición en español: Sigmund Freud. Enfermedad y muerte en su vida y en su obra. Barcelona, Paidós, 1980)